# Tomb Raider: Underworld
Tomb Raider: Underworld je devátým pokračováním série počítačových her Tomb Raider z roku 2008. Hra vyšla na PlayStation 3 (a PlayStation 2), PC, Xbox 360, Nintendo DS a Wii. V Česku vyšla s českou lokalizací (titulky).

## Děj
Lara tentokrát pátrá po legendárním Thorovu kladivu. Její pátrání ji zavede například do Thajska, Jižního Mexika nebo na Antarktidu.
Nejprve Lara pátrá ve Středozemním moři, kde objeví jednu z Thorových rukavic. Poté pátrá v Thajsku ve stopách svého otce, který, jak Lara zjistila, spolupracoval s Natlou, ale právě v Thajsku ji zradil a zaplatil za to životem. Ještě předtím ale stihl zničit mapu, kterou objevil. Lara ale kopii mapy spolu s druhou Thorovou rukavicí najde v tajné otcově pracovně.
Díky mapě pokračuje v pátrání v Jižním Mexiku. Zde nachází Thorův opasek.
Pátrání pokračuje na Antarktidě, kde objeví legendární Valhallu, Odinovu síň bojovníků padlých ve válce. Ve Valhalle je také ukryto Thorovo kladivo.
Lara má nyní všechny Thorovy zbraně a vydává se do Helheimu. V Helheimu narazí na Natlu, která se snaží vyvolat Ragnarök, závěrečnou bitvu, při které bude zničen celý svět. Laře se podaří Natlu zastavit. Hra končí v okamžiku, kdy Laru starověký portál přenese do chrámu v Nepálu.

## Hudba
Troels Brun Folmann složil hlavní téma hry. Underworld hudba je čistě orchestrální ve velkém stylu. V soundtracku jsou skladby, které nemají smyčky, což znamená, že budou hrát pouze jednou a budou spuštěny při konkrétní události.
| Tomb Raider: Underworld | Tomb Raider: Underworld | Tomb Raider: Underworld |
| Pořadí                  | Název                   | Délka                   |
| ----------------------- | ----------------------- | ----------------------- |
| 1.                      | Main Theme              | 3:33                    |
| 2.                      | World of Mist           | 2:20                    |
| 3.                      | The Norse Connection    | 2:15                    |
| 4.                      | nepojmenováno           | 3:12                    |
| 5.                      | Full of Surprises       | 1:20                    |
| 6.                      | Gate of the Dead        | 2:01                    |
| 7.                      | Unnatural Encounter     | 2:20                    |
| 8.                      | Get Out of My Sight     | 2:12                    |
| 9.                      | Old Rituals             | 2:31                    |
| 10.                     | Rest in Peace           | 2:04                    |

## Stahovatelný obsah
Pro hru Tomb Raider: Underworld byly vydány dvě další kapitoly dostupné pouze pro X-box verzi. Beneath the Ashes 24. února 2009 a Lara's Shadow 10. března 2009. Ke hře byly vydány balíčky kostýmů pro X-box verzi dostupné v Xbox Live Marketplace.

### Beneath the Ashes
Lara se vrací do sídla Croftů, kde hledá starý artefakt, který má sílu ovládat Trolly. Kapitola navazuje na balíček Lara's Shadow.

### Lara's Shadow
V této části hry hráč hraje za postavu „Doppelganger“ (Lařin klon) a pomáháte záporačce Natle, kterou ke konci kapitoly zabijete. Postava má spoustu různých schopností, které se dají kombinovat. V kapitole se objeví video z obsahu Beneath the Ashes, kde Lara ovládne klona slovem „Okh Eshivar“ a nařídí jí zničit Natlu a už nikdy jí nesloužit.